# Трешов, Нильс
1. перенаправление Тресков, Нильс